# Peperomia microstachya
Peperomia microstachya är en pepparväxtart som beskrevs av C. Dc.. Peperomia microstachya ingår i släktet peperomior, och familjen pepparväxter. Inga underarter finns listade i Catalogue of Life.